# Neurogomphus wittei
Neurogomphus wittei är en trollsländeart som beskrevs av Henri Schouteden 1934. Neurogomphus wittei ingår i släktet Neurogomphus och familjen flodtrollsländor. IUCN kategoriserar arten globalt som livskraftig. Inga underarter finns listade i Catalogue of Life.